# فیلیپ بالفور
فیلیپ بالفور (انگلیسی: Philip Balfour؛ ۱۰ مارس ۱۸۹۸ – ۴ فوریه ۱۹۷۷) فرد نظامی اهل بریتانیا بود. وی همچنین برندهٔ جوایزی همچون صلیب نظامی شده‌است.